# Bandog
El término Bandog o Bandogge se refiere a un tipo de perro moloso guardián sin raza definida. Se cree que el término se originó en Inglaterra durante la Edad Media. Johannes Caius publicó un libro en latín en 1570, traducido al inglés en 1576 por Abraham Fleming bajo el título Englishe Dogges, en el que describió el Bandog como un perro grande, obstinado y ansioso de cuerpo pesado.

## Etimología
El término "Bandogge" originalmente denotaba un perro grande sujetado con una cadena. La palabra Band está relacionada con correa o cuerda, algo que servía para contener, prender o atar. Y la palabra "dogge" puede derivarse del propio inglés antiguo "docga" que significa "perro poderoso, musculoso"; o del Proto-germánico "dukkǭ" que significa "poder, fuerza".

## Historia

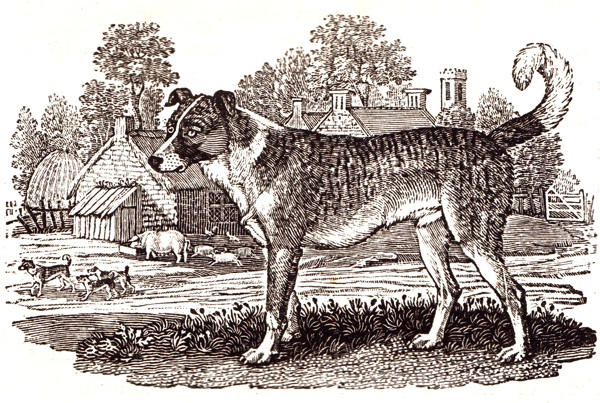
El Bandog. Thomas Bewick, 1790

El término "bandogge" probablemente surgió en Inglaterra alrededor del año 1250, y era literalmente equivalente al término "Perro guardián", designando la función que un perro desempeñaba. "Bandog" no era una raza, era una descripción de un deber o propósito. La nomenclatura "bandogge" fue utilizada durante siglos para referirse a cualquier perro guardián de gran porte que durante el día quedaba encadenado.
En el libro De Canibus Britannicis: Of Englishe Dogges(1570), Johannes Caius describió la utilización del bandog de la siguiente forma:
```
"[El] Mastiff o Bandogge es útil contra el zorro y el tejón, para conducir los cerdos salvajes o domésticos fuera de prados y pastizales, y para morder y coger el toro por las orejas, cuando la ocasión así lo requiera".(Johannes Caius. Englishe Dogges, 1576.)
[
3
]
[
4
]
```

William Harrison, en su descripción de Inglaterra durante 1586, también describió el bandog:  
```
Mastiff, Tie dog[perro atado] o "Band dog", así llamado porque muchos de ellos son atados con cadenas y cuerdas fuertes durante el día, por hacer daño a los extraños, es un perro enorme, obstinado, más feo, ansioso, de cuerpo pesado, terrible y temeroso de contemplar y a menudo más feroz que cualquier perro arcadio o corso."(William Harrison, 1586)
[
5
]
[
6
]
```

Los bandog originales se criaron con un propósito funcional, al igual que todas las razas de trabajo, y para el bandog este propósito giró principalmente en torno a la guardia y protección. Los bandog de antaño eran perros estrictamente de trabajo. Por lo general, estos perros eran cazadores, luchadores y protectores de propiedad sin un tipo físico estrictamente establecido.

## Bandog moderno

### Historia

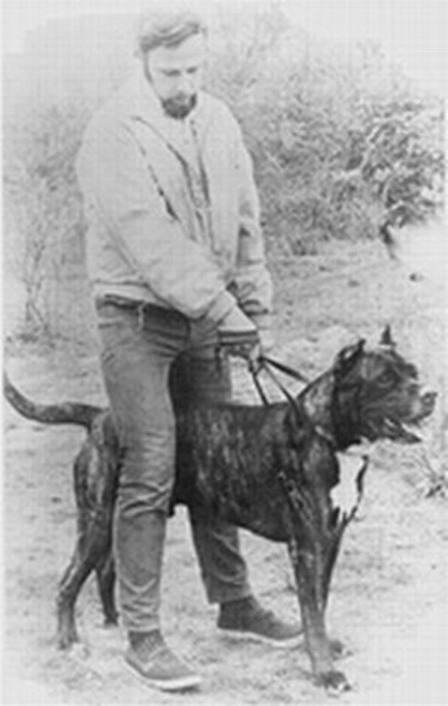
John Swinford y Bantu, el primer bandog americano.

En la década de 1960 el veterinario estadounidense John Swinford rescató el término bandog, hace mucho tiempo olvidado. Swinford inició un proyecto de creación para rescatar el concepto de este antiguo perro de guardia sin raza definida. Él creía que la creación moderna de perros de raza estaba removiendo la salud y el temperamento de los perros. Él comenzó su proyecto cruzando pit bulls de pelea con mastín inglés y mastín napolitano. Swinford obtuvo buenos resultados, pero falleció prematuramente antes de completar su trabajo. Sin embargo, su filosofía inspiró a otros aficionados y el término bandog resiste hasta hoy.

### Concepto y descripción
Hoy el término bandog define un tipo de perro funcional de aspecto molosoide y sin raza definida, que es seleccionado especialmente para ser perro de guardia. No hay reglas o patrones para ser seguidos en la cría de perros de este tipo. El único objetivo es producir un perro funcional y totalmente sano.
Una primera generación de bandogs generalmente puede ser obtenida inicialmente a partir de cruces entre diferentes razas de perros de tipo moloso y de presa (no hay reglas sobre qué tipos o razas deben ser utilizadas), ambos con temperamento debidamente probado y aprobado. A partir de las primeras generaciones, se puede iniciar una selección genética objetivando apenas el temperamento, salud y funcionalidad. Esta selección generalmente se prolonga por varias generaciones, y es un proceso bastante laborioso que exige mucha dedicación, ya que nunca termina. Todos los perros utilizados en la reproducción deben tener el temperamento probado y la salud comprobada. El único objetivo es producir perros de trabajo, la belleza no es relevante.

### Bandog americano
El Swinford Bandog (perros de la creación de John Swinford) terminó "extinto", pero los estadounidenses se basaron en el proyecto para crear nuevos. Joe Lucero (Joseph Lucero III) creó el American Bandogge Mastiff, una creación famosa con más de cuarenta años de selección. El American Bandogge Mastiff de Lucero se desarrolló por la combinación entre mastín napolitano y pit bull.
Pero existen varios otros proyectos de bandogs americanos, así llamados cuando son cruces de perros tipo mastín y perros tipo bull. Pero existen también varios proyectos europeos.
Para que se considere "Bandog americano" el 75% tiene que ser moloso (del tipo perro de presa o dogo. Esto se explica porque en otros idiomas, las subcategorías mastín y dogo, tienen misma significación, y para referirse a lo que en español se entiende por "mastín" se usa la expresión "pastor", el bandog no debe tener sangre de pastor) y el 25% restante presa y presentar el carácter suficiente para desarrollar su trabajo principal, que es la guarda, la defensa o ambas. Los molosos más utilizados son mastín napolitano y dogo de burdeos y los presas: pit bull y presa canario.
El término bandog o bandogge (de origen inglés procedente del antiguo anglosajón) da nombre a la idea de formar un perro combinando la genética de perros tipo moloso o molosoides con caracteres equilibrados para la guarda o la defensa como función innata, con perros de presa o de agarre con el fin de mejorar atributos como la tenacidad de mordida, la agilidad e incluso atributos psíquicos que mejoran la maduración del animal. 
El origen de esta idea desciende desde la evolución de perros más primitivos a los denominados "molosos de arena".
El bandog va ligado a su función innata como can, y no por el simple hecho de cruzar un perro moloso con un perro de presa se obtiene un bandog, si este no posee un carácter funcional y equilibrado para guarda o defensa.